# Маслинові
Маслинові (Oleaceae) — родина дводольних рослин порядку губоцвітих (Lamiales).

## Опис
Серед життєвих форм трапляються як дерева, так і чагарники.

## Використання
Представники родини — харчові (маслина), ефірні (жасмин, османтус) та олійні рослини (олива). Мають цінну деревину (ясен, обліпиха).

## Охоронний статус в Україні
Два види з цієї родини: бузок угорський (Syringa josikeae) і ясен білоцвітий (Fraxinus ornus) занесені до Червоної книги України.